# 波尔·斯温斯
波尔·费迪南·费利克斯·斯温斯（法語：Pol Ferdinand Félix Swings，1906年9月24日—1983年10月28日），比利时天体物理学家，因关于恒星和彗星的组成和结构的研究而知名。他利用光谱识别天体尤其是彗星中的化学元素。

## 生平
斯温斯曾就读于列日大学。1932年至1975年间，他担任了列日大学的光谱学和天体物理学教授。他还担任过芝加哥大学的访问教授（1939-1943年，1946-1952年）。
他在研究彗星大气的过程中，对斯温斯带和斯温斯效应的发现做出了贡献。斯温斯带来源于彗星中三碳自由基的发射线；斯温斯效应在狭缝光谱仪的帮助下被发现。此外，斯温斯还研究星际空间的光谱，恒星的旋转，以及星云、新星和变星。 
1981年，斯温斯成为世界文化理事会的创始成员之一。

## 奖项和荣誉
1948年，斯温斯获得了法朗基精确科学奖。
1637 斯温斯，主小行星带的小行星以他的名字命名。